# إلكتون (داكوتا الجنوبية)
إلكتون (بالإنجليزية: Elkton, South Dakota)‏ هي مدينة تقع في الولايات المتحدة في مقاطعة بروكينغز، داكوتا الجنوبية. يقدر عدد سكانها بـ 736 نسمة ومساحتها 4.01 كم2 وترتفع عن سطح البحر 534 متر.

## التركيبة السكانية
قام مكتب تعداد الولايات المتحدة بتحديد بيانات التركيبة السكانية لإلكتون في تعداد الولايات المتحدة. في ما يلي، التركيبة السكانية حسب تعدادي 2000 و2010.

### تعداد عام 2000
بلغ عدد سكان إلكتون 677 نسمة بحسب تعداد عام 2000، وبلغ عدد الأسر 267 أسرة وعدد العائلات 185 عائلة مقيمة في المدينة. في حين سجلت الكثافة السكانية 436.2 نسمة لكل ميل مربع (168.4/كم2). وبلغ عدد الوحدات السكنية 289 وحدة بمتوسط كثافة قدره 186.2 نسمة لكل ميل مربع (71.9/كم2).
وتوزع التركيب العرقي للمدينة بنسبة 98.82% من البيض و 0.30% من الأمريكيين الأصليين و 0.15% من الأمريكيين الأفارقة و 0.74% من عرقين مختلطين أو أكثر.
بلغ عدد الأسر 267 أسرة كانت نسبة 33.0% منها لديها أطفال تحت سن الثامنة عشر تعيش معهم، وبلغت نسبة الأزواج القاطنين مع بعضهم البعض 57.3% من أصل المجموع الكلي للأسر، ونسبة 8.2% من الأسر كان لديها معيلات من الإناث دون وجود شريك، وكانت نسبة 30.7% من غير العائلات. تألفت نسبة 27.7% من أصل جميع الأسر من أفراد ونسبة 17.2% كانوا يعيش معهم شخص وحيد يبلغ من العمر 65 عاماً فما فوق. وبلغ متوسط حجم الأسرة المعيشية 3.08، أما متوسط حجم العائلات فبلغ 2.51.
بلغ العمر الوسطي للسكان 39 عاماً. وكانت نسبة 27.9% من القاطنين تحت سن الثامنة عشر، وكانت نسبة 6.8% بين الثامنة عشر والأربعة وعشرون عاماً، ونسبة 24.1% كانت واقعةً في الفئة العمرية ما بين الخامسة والعشرون حتى والأربعة وأربعون عاماً، ونسبة 21.1% كانت ما بين الخامسة والأربعون حتى الرابعة والستون، ونسبة 20.1% كانت ضمن فئة الخامسة والستون عاماً فما فوق. يوجد لكل 100 أنثى 96.2 ذكر، ويوجد لكل 100 أنثى في الثامنة عشر من عمرها فما فوق 96.8 ذكر.
بلغ متوسط دخل الأسرة في المدينة 36,667 دولار، أما متوسط دخل العائلة فبلغ 47,969 دولار. وكان متوسط دخل الذكور 30,313 دولار مقابل 21,667 دولار للإناث. وسجل دخل الفرد الخاص بالمدينة 18,912 دولار. وكانت نسبة 5.9% من العائلات ونسبة 6.8% من السكان تحت خط الفقر، وكان من هؤلاء نسبة 2.9% تحت سن الثامنة عشر ونسبة 18.7% في الخامسة والستين من العمر وما فوق.

### تعداد عام 2010
بلغ عدد سكان إلكتون 736 نسمة بحسب تعداد عام 2010، وبلغ عدد الأسر 286 أسرة وعدد العائلات 190 عائلة مقيمة في المدينة. في حين سجلت الكثافة السكانية 474.8 نسمة لكل ميل مربع (183.3/كم2). وبلغ عدد الوحدات السكنية 324 وحدة بمتوسط كثافة قدره 209.0 لكل ميل مربع (80.7/كم2).
وتوزع التركيب العرقي للمدينة بنسبة 85.2% من البيض و 0.4% من الأمريكيين الأفارقة و 2.3% من عرقين مختلطين أو أكثر.
بلغ عدد الأسر 286 أسرة كانت نسبة 32.9% منها لديها أطفال تحت سن الثامنة عشر تعيش معهم، وبلغت نسبة الأزواج القاطنين مع بعضهم البعض 53.5% من أصل المجموع الكلي للأسر، ونسبة 7.3% من الأسر كان لديها معيلات من الإناث دون وجود شريك، بينما كانت نسبة 5.6% من الأسر لديها معيلون من الذكور دون وجود شريكة وكانت نسبة 33.6% من غير العائلات. وبلغ متوسط حجم الأسرة المعيشية 3.12، أما متوسط حجم العائلات فبلغ 2.53.
بلغ العمر الوسطي للسكان 31.9 عاماً. وكانت نسبة 26.6% من القاطنين تحت سن الثامنة عشر، وكانت نسبة 7.8% بين الثامنة عشر والأربعة وعشرون عاماً، ونسبة 29.3% كانت واقعةً في الفئة العمرية ما بين الخامسة والعشرون حتى والأربعة وأربعون عاماً، ونسبة 22.1% كانت ما بين الخامسة والأربعون حتى الرابعة والستون، ونسبة 14.1% كانت ضمن فئة الخامسة والستون عاماً فما فوق. وتوزع التركيب الجنسي للسكان بنسبة 51.8% ذكور و48.2% إناث.